# Lista banków działających na Ukrainie

## Bank centralny
Rolę banku centralnego pełni Narodowy Bank Ukrainy.

## Największe banki komercyjne
15 największych banków komercyjnych pod względem wielkości aktywów, według danych na sierpień 2022
| Lp. | Nazwa banku                        | Inwestor dominujący           | Aktywa ogółem (w milionach UAH) | Strona internetowa |
| --- | ---------------------------------- | ----------------------------- | ------------------------------- | ------------------ |
| 1   | PrywatBank                         | Skarb państwa                 | 474 220                         |                    |
| 2   | Oszczadbank                        | Skarb państwa                 | 228 840                         |                    |
| 3   | Ukreximbank                        | Skarb państwa                 | 205 295                         |                    |
| 4   | Raiffeisen Bank                    | Raiffeisen Bank International | 143 948                         |                    |
| 5   | Ukrgasbank                         | Skarb państwa                 | 128 259                         |                    |
| 6   | First Ukrainian International Bank | System Capital Management     | 100 218                         |                    |
| 7   | Sense Bank                         | ABH Holdings                  | 89 304                          |                    |
| 8   | Ukrsibbank                         | BNP Paribas                   | 88 846                          |                    |
| 9   | OTP Bank                           | OTP Bank                      | 73 162                          |                    |
| 10  | Credit Agricole                    | Crédit Agricole               | 60 860                          |                    |
| 11  | Universal Bank                     | Serhij Tihipko                | 58 358                          |                    |
| 12  | Citibank                           | Citigroup                     | 37 145                          |                    |
| 13  | Bank Pivdenny                      | Jurij Rodin                   | 34 096                          |                    |
| 14  | Kredobank                          | PKO BP                        | 32 354                          |                    |
| 15  | ProCredit Bank                     | ProCredit Holding             | 31 478                          |                    |